# National Instruments
National Instruments или NI е американска компания с повече от 5000 служители и директно представителство в повече от 40 страни в целия свят.
Централата на National Instruments се намира в град Остин, Тексас. Компанията предлага оборудване за създаване на автоматизирани тест системи и виртуални инструменти. По-известните софтуерни продукти на National Instruments са графичната програмна среда LabVIEW, LabWindows/CVI, Teststand и Multisim (познат преди като Electronics Workbench). Предлаганите хардуерни продукти включват устройства за събиране на данни (DAQ), VXI, VMEbus и PXI решения, интерфейси за GPIB, I²C, SPI, CAN, LIN и други индустриални стандарти, ембедед контролери за работа в реално-време и др.
Сред най-честите приложения, създавани с продуктите на National Instruments, са системи за събиране на данни, контрол на традиционни измервателни уреди и визуална инспекция.